# ジョン・サザーランド (第16代サザーランド伯爵)
第16代サザーランド伯爵ジョン・サザーランド（英語: John Sutherland, 16th Earl of Sutherland KT PC、出生名ジョン・ゴードン（John Gordon）、1661年3月3日洗礼 – 1733年6月27日）は、スコットランド王国出身の貴族、政治家。1707年から1708年までと1715年から1733年までの2度にわたってスコットランド貴族代表議員を務めた。
1679年から1703年までストラスネイヴァー卿の儀礼称号を使用した。

## 生涯
第15代サザーランド伯爵ジョージ・ゴードンとジーン・ウィームズ（Jean Wemyss、1629年6月19日 – 1715年1月5日、第2代ウィームズ伯爵デイヴィッド・ウィームズの娘）の息子として生まれ、1661年3月3日に洗礼を受けた。
1685年のアーガイルの反乱ではサザーランド氏族の部隊を編成してアーガイル伯爵に対抗した。1688年の名誉革命を支持して、1689年7月にサー・トマス・リヴィングストンとともにジャコバイト側の初代ダンディー子爵ジョン・グラハムに手紙を出し、仲介を申し出た。その後、国王ウィリアム3世により枢密顧問官に任命され、フランドル地方で歩兵1個連隊を指揮した。
1703年3月4日に父が死去すると、サザーランド伯爵位を継承した。翌1704年にアン女王により再び枢密顧問官に任命され、1704年7月11日にスコットランド議会議員に就任した。議会でスコットランド王国とイングランド王国の合同を支持し、以降1707年にグレートブリテン王国が成立するまでスコットランド議会の会議に欠席することはなかった。また、合同交渉ではスコットランド代表の1人を務めた。グレートブリテン王国の成立とともに選出されたスコットランド貴族代表議員16名のうちの1人にも含まれ、1708年に退任したが、1715年に再び貴族代表議員に当選、1722年と1727年に再選した。
1715年ジャコバイト蜂起では自領に駆けつけて部隊を編成、ジャコバイト側の第5代シーフォース伯爵ウィリアム・マッケンジーと第23代マー伯爵ジョン・アースキンの合流を防ごうとした。このとき、サザーランド伯爵の部隊は900人で、ロバート・マンロー大佐率いる兵士300人と合流したが、シーフォース伯爵はハイランド人部隊3千人を率いており、シーフォースがサザーランドの攻撃に動くとサザーランドは撤退、シーフォース伯爵はインヴァネスを占領した上マー伯爵との合流も成功した。その後、シーフォース伯爵とマー伯爵がシェリフミュアの戦いを戦う一方、サザーランド伯爵はインヴァネスの奪回を試みたが、第11代ラヴァト卿サイモン・フレイザーがサザーランド伯爵より先にインヴァネスを包囲・占領した。サザーランド伯爵はラヴァト卿に先を越されたことに怒り、ジャコバイト側の駐留軍に逃げられたことを批判したが、中将に昇進したことでその怒りは静められた。シーフォース伯爵はハイランド地方に撤退するとき、ハントリー侯爵アレクサンダー・ゴードンとともにインヴァネスの再占領を試みたが、今度はサザーランド伯爵に攻撃されて失敗、シーフォース伯爵は降伏を余儀なくされ、ハントリー侯爵も直後に降伏した。
蜂起が鎮圧された後、サザーランド伯爵はロンドンに赴き、1716年6月に国王ジョージ1世によりシッスル勲章を授与され、同年9月に1,200ポンドの年金を与えられた。1719年ジャコバイト蜂起ではサザーランド氏族の部隊がグレン・シールの戦いに参戦した。
1733年6月27日にロンドンのチェルシーで死去、息子ウィリアムに先立たれたため孫ウィリアムが爵位を継承した。

## 家族
1680年4月28日、ヘレン・コクラン（Helen Cochrane、1690年7月22日以前没、コクラン卿ウィリアム・コクランの娘）と結婚、1男3女をもうけた。
- ウィリアム（英語版）（1683年 – 1720年） - 庶民院議員。1705年10月9日、キャサリン・モリソン（Catherine Morison、1765年3月21日没、ウィリアム・モリソン（英語版）の娘）と結婚、子供あり。第17代サザーランド伯爵ウィリアム・サザーランドの父
- ジーン（1747年2月11日没） - 1702年8月31日以降、メイトランド子爵ジェームズ・メイトランド（James Maitland, Viscount Maitland、1680年頃 – 1709年、第5代ローダーデイル伯爵ジョン・メイトランド（英語版）の息子）と結婚、子供あり
- ヘレン（1749年9月19日没）
- 女子（1686年生、早世）

1人目の妻の死後、キャサリン・トルマッシュ（Catherine Tollemache、1703年没、第3代準男爵サー・ライオネル・トルマッシュの娘）と再婚した。
1727年8月12日、フランシス・ホジソン（Frances Hodgson、1732年12月20日没、サー・トマス・ホジソンの娘）と再婚した。